# Samtgemeinde Sögel
Sögel is een Samtgemeinde in het Nedersaksische Landkreis Emsland. De Samtgemeinde ontstond in 1974 door samenwerking van acht kleine gemeenten. De samtgemeinde Sögel is qua oppervlakte de grootste gemeente in Emsland met per 31 december 2018 16.816 inwoners.

## Deelnemende gemeenten
De Samtgemeinde Sögel bestaat uit acht deelnemende gemeenten (Mitgliedsgemeinden).
De nummers op de kaart corresponderen met die in onderstaande lijst.
Achter iedere deelgemeente is tussen haakjes haar aantal inwoners vermeld (31 december 2018)
|  | 1. Börger (2.756) 2. Groß Berßen (662) 3. Hüven (540) 4. Klein Berßen (1.135) 5. Sögel (hoofdplaats, 8.003) 6. Spahnharrenstätte (1.521) 7. Stavern (1.052) 8. Werpeloh (1.147) |

## Ligging, verkeer, vervoer
De gemeente Sögel ligt in een mooi, tamelijk bosrijk gedeelte van het Eemsland. Tussen Sögel, Spahnharrenstätte en Börger ligt een kleine heuvelrug, een stuwwal met zandige bodem, met de naam Hümmling (hoogste punt 73 meter boven zeeniveau). Het landschap lijkt er sterk op dat in de Nederlandse provincie Drenthe, die hemelsbreed slechts ruim 30 km westwaarts ligt.
31 Kilometer noordwaarts ligt Papenburg; 14 km westwaarts ligt Lathen; 11 km oostwaarts ligt Werlte; 20 km zuidwaarts ligt Haselünne. Het dorp Börger ligt 8,5 km ten noorden van Sögel aan de weg naar Papenburg.
Een goederenstation bevindt zich langs de in 2017-2019 opgeknapte Emsländische Eisenbahn (Lathen- Sögel -Werlte). Openbaar-vervoerreizigers zijn aangewezen op streekbussen naar Meppen (Duitsland), via Haselünne of Lathen. In Meppen kan men dan op de trein tussen Emden en Osnabrück v.v. stappen.

## Economie
In het dorp Börger staat een worstfabriek, waar ca. 300 mensen een arbeidsplaats hebben. De fabriek is in handen van een Zwitsers concern. Börger huisvest op zijn bedrijventerrein daarnaast een aantal ambachtelijke ondernemingen, zoals bouw- en loodgietersbedrijven.
De andere plaatsen leven vooral van de landbouw en het toerisme. Verder wonen er in de gemeente betrekkelijk veel mensen, die in omliggende steden werken of studeren.

## Geschiedenis
Sögel werd in het jaar 1000 voor het eerst schriftelijk benoemd als "Sugila". Dit betrof een oorkonde van de Abdij van Corvey, die hier drie boerderijen (of hoven) bezat. Evenals de buurgemeente Haselünne was de gemeente van de 13e eeuw (het in de Hümmling gelegen gedeelte vanaf 1394; in dat jaar vroeg en kreeg men van het Bisdom bescherming) tot 1803 in de macht van het Prinsbisdom Münster.
Na de machtsovername door Adolf Hitler in 1933 begon al spoedig de jodenvervolging. Sögel had in 1925 meer dan 125 joden, wat voor een dorp met 2.500 inwoners relatief veel was. Van hen overleefden slechts zeer weinigen de nazi-periode; slechts twee joden keerden na 1945 terug naar Sögel.
Op 8 en 9 april 1945 werd Sögel (waar zich enige Duitse elite-soldaten hadden verschanst) pas na zware strijd en met veel bloedvergieten en materiële schade door Canadese troepen ingenomen.
Het concern Krupp richtte in 1877 bij het dorp Wahn, halverwege Lathen en Sögel, een testterrein in voor de door Krupp geproduceerde kanonnen. Nadat in 1917 tijdens zo'n test een artilleriegranaat per ongeluk de pastorie van het dorp had verwoest, rees het plan, het dorp Wahn te evacueren, af te breken en elders, o.a. in Rastdorf, weer op te bouwen. Dit plan werd pas op instigatie van Adolf Hitler in 1936 werkelijkheid. Het schietterrein werd toen meteen fors uitgebreid. Ter herinnering aan dit verdwenen dorp is in het streekmuseum van Sögel een herinneringsruimte ingericht. Ook staan er ter plaatse nog enige monumenten.
Van 1963 tot 1992 was er tussen Werlte en Sögel een speciaal munitiedepot, waar ook kernwapens opgeslagen zijn geweest. Het werd bewaakt door Amerikaanse, Nederlandse en Duitse militairen. In het dorp Eisten tussen Sögel en Hüven bevond zich van 1983-2010 een dierenpark.

## Bezienswaardigheden

### Historische gebouwen e.d.
- Van groot belang is het barokke jachtslot Clemenswerth, dat gebouwd is door Johann Conrad Schlaun in de periode 1737 tot 1749 voor de Keulse keurvorst en de Vorst-bisschop van Münster, Clemens August I van Beieren. Het wordt omgeven door fraaie parken en tuinen.
- Twee km ten zuiden van het dorp Hüven bevindt zich aan de beek Mittelradde de Hüvenermühle, wat een gaaf exemplaar is van de zeldzaam geworden watervluchtmolen. De molen is in 1802 gebouwd en in 2006 fraai gerestaureerd. Aanvankelijk was het een watermolen. Maar omdat de Mittelradde vaak te weinig water voert, is er om toch koren te kunnen malen, in 1851 een windmolen bovenop gebouwd. De molen is 's zomers in de middaguren voor bezichtiging opengesteld.
- Het voormalige hertogelijk slot Ludmillenhof, waarin het gemeentehuis is ondergebracht
- Bezienswaardig is de gotische Herz-Jesu-Kirche (Heilig-Hartkerk) in Klein Berßen. Het rooms-katholieke kerkgebouw dateert uit 1218.
- De fontein Amtsbrunnen

### Megalitische monumenten
In de gehele gemeente liggen graven en andere stille getuigen uit de prehistorie, meestal van het volk der trechterbekercultuur (3200-2500 v.C.). Nader opgesomd:
- Tussen Groß Berßen en Hüven ligt een groep megalieten dicht bijeen; daarvoor is een aparte deelroute van de Straße der Megalithkultur uitgezet, de Hünengräberstraße des Hümmling langs de met Sprockhoff-Nrs 856-861 gecatalogiseerde monumenten. Voor een overzichtskaart van deze monumenten zie Hünengräberstraße des Hümmling.
- In Sögel liggen diverse megalieten. Enkele daarvan behoren tot de Straße der Megalithkultur:
  - Großsteingrab bei den Düvelskuhlen
  - Hünenbett bei den Düvelskuhlen
  - Großsteingrab Püttkesberge
  - Volbers Hünensteine
  - Großsteingrab Hüven-Süd
  - Poldenhünensteine
- In Börger liggen vier megalitische bouwwerken, waarvan het Steenhus von Börger onderdeel is van de Straße der Megalithkultur.
- In Stavern liggen Großsteingrab Groß-Stavern 1, Großsteingräber Deymanns Mühle I-IV en het Großsteingrab am Osteresch, deze hunebedden zijn onderdeel van de Straße der Megalithkultur.
- In Werpeloh liggen diverse hunebedden, waarvan enkele behoren tot de Straße der Megalithkultur:
  - Großsteingrab Werpeloh I
  - Großsteingrab Werpeloh II
  - Großsteingräber auf der Buschhöhe

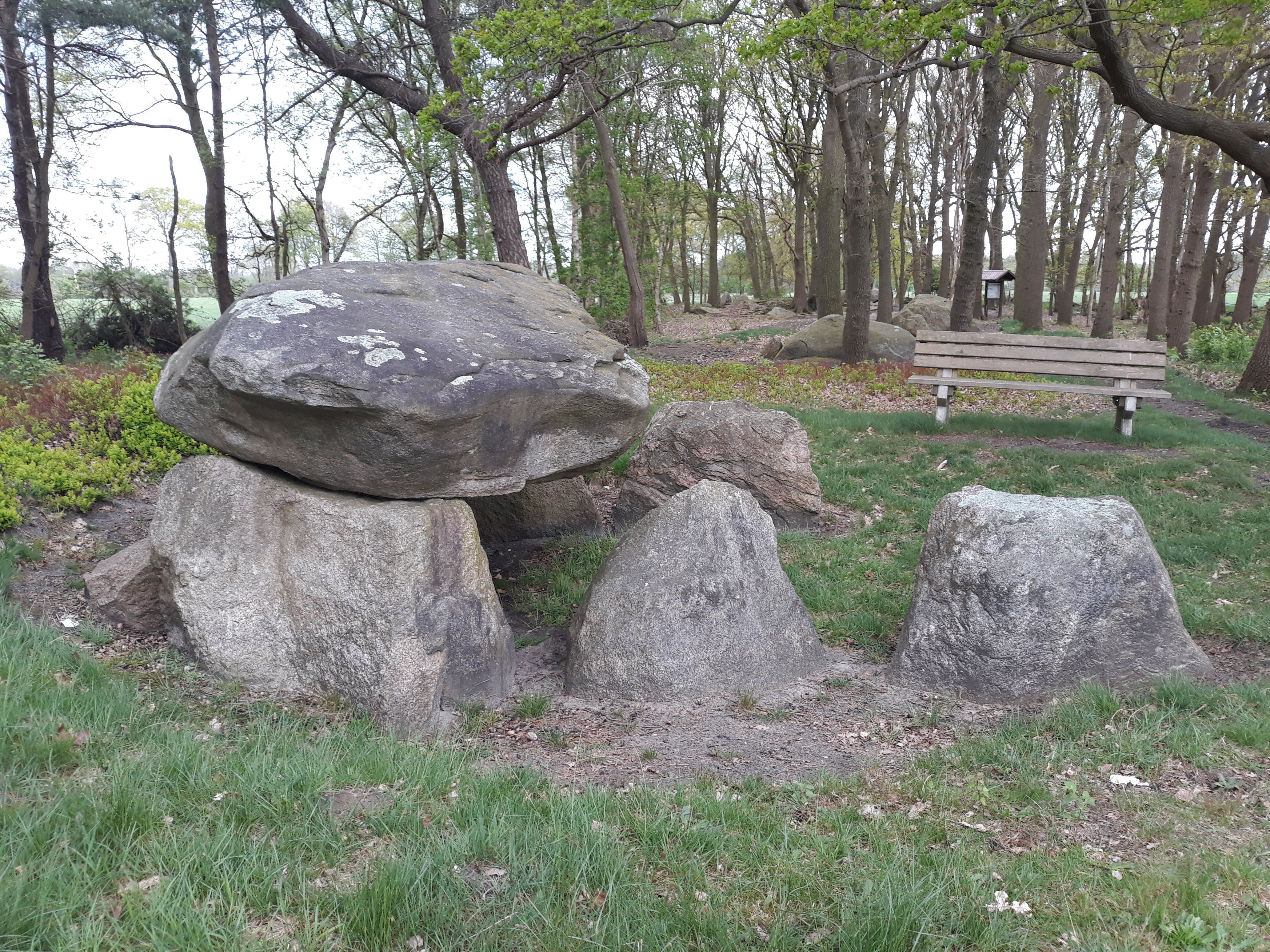
Deymanns Mühle I, Klein Stavern II (met op de achtergrond de andere drie megalithische monumenten op het terrein)
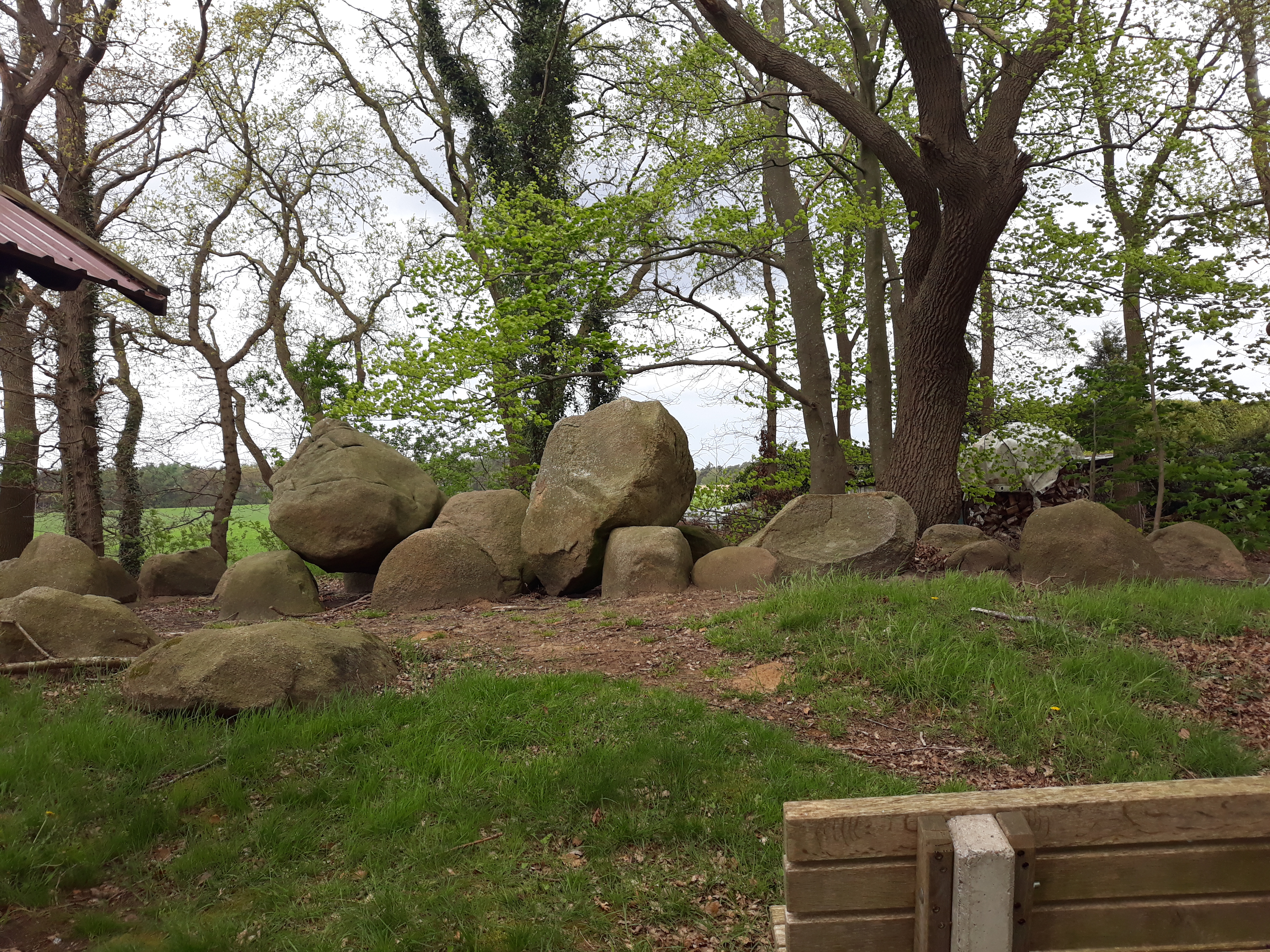
Großsteingrab am Osteresch
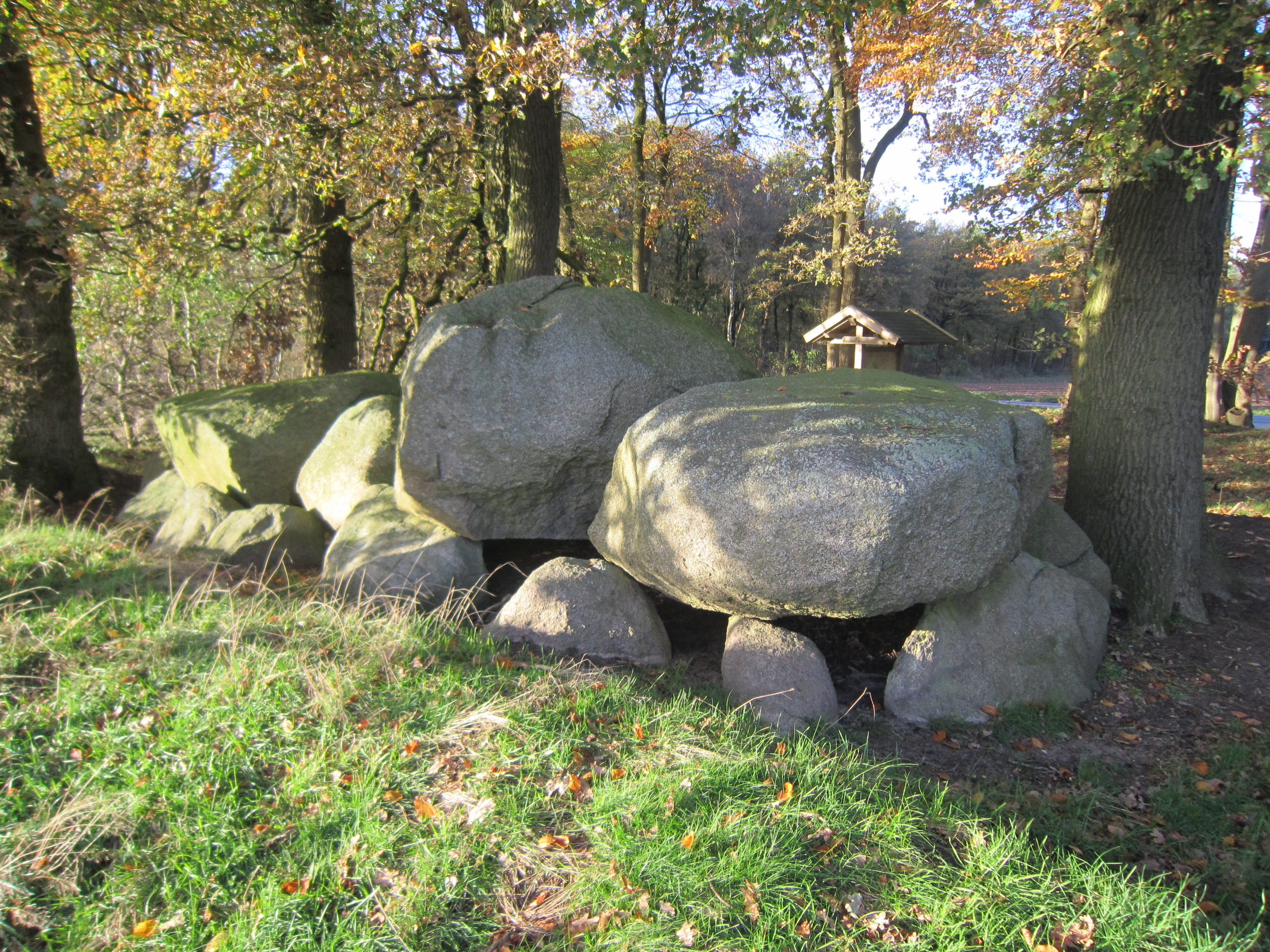
Großsteingrab in Groß Berßen
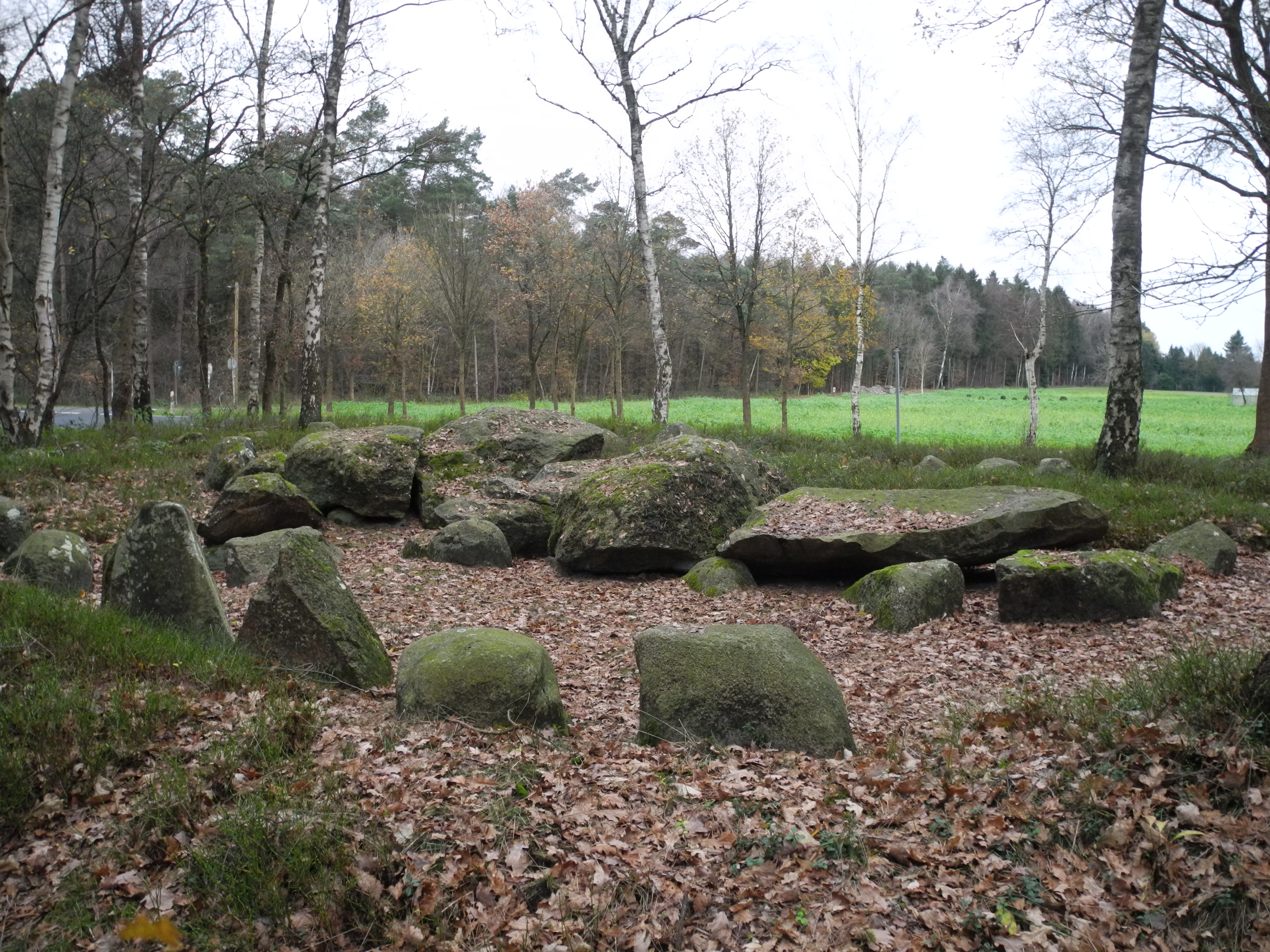
Großsteingrab Düvelskuhlen I
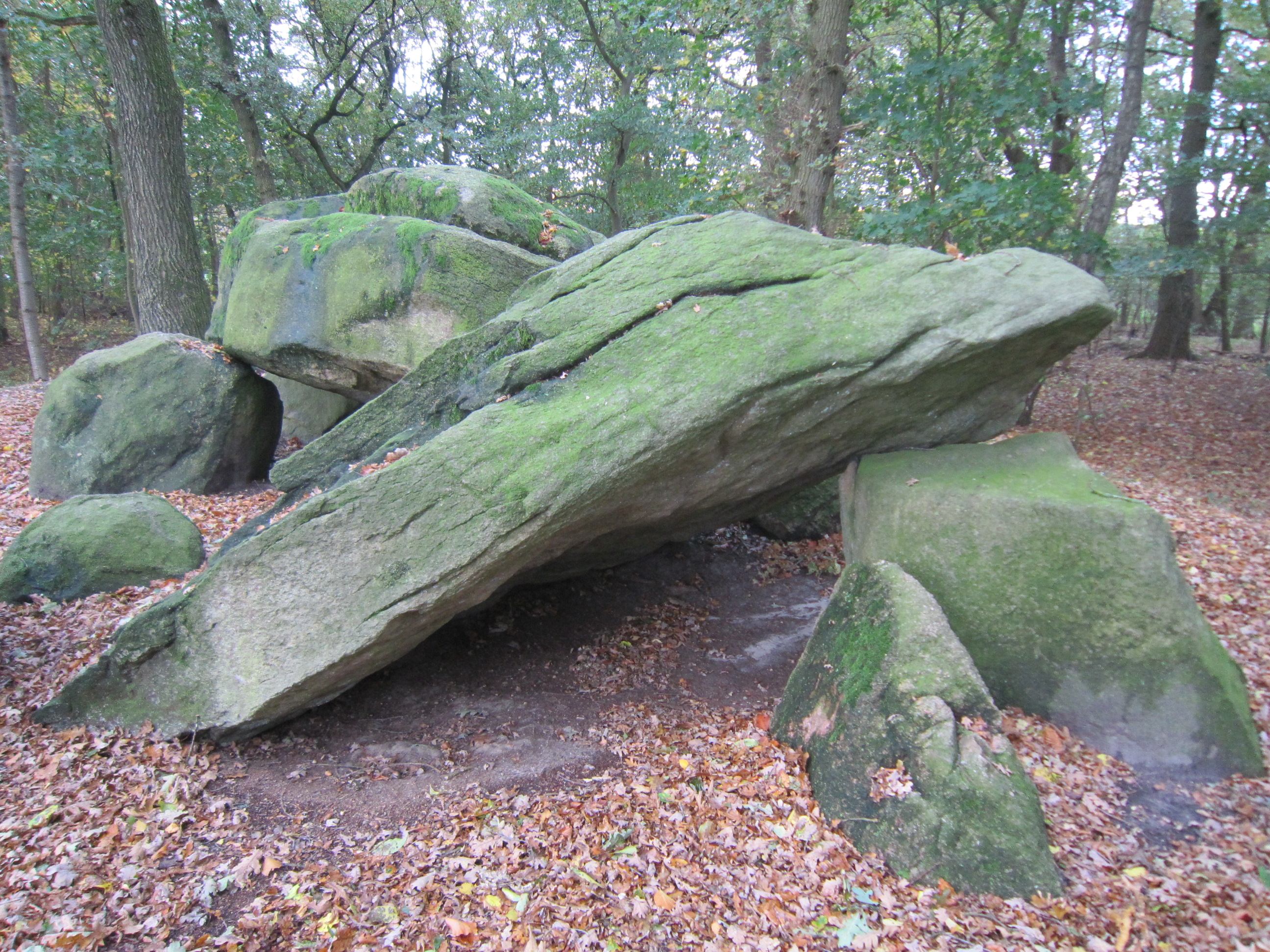
Großsteingrab "Bruneforths Esch" in Stavern

### Overige
- De omgeving van Sögel met bossen en hoogveenreservaten, waaronder het ruim 3.900 hectare grote natuurgebied Tinner Dose und Sprakeler Heide[2] , leent zich voor, ook langere, wandel- en fietstochten.
- Op het goederenspoorlijntje Lathen - Sögel - Werlte worden in de zomer en in de weekends af en toe toeristische ritten met historische treinen georganiseerd.

## Afbeeldingen

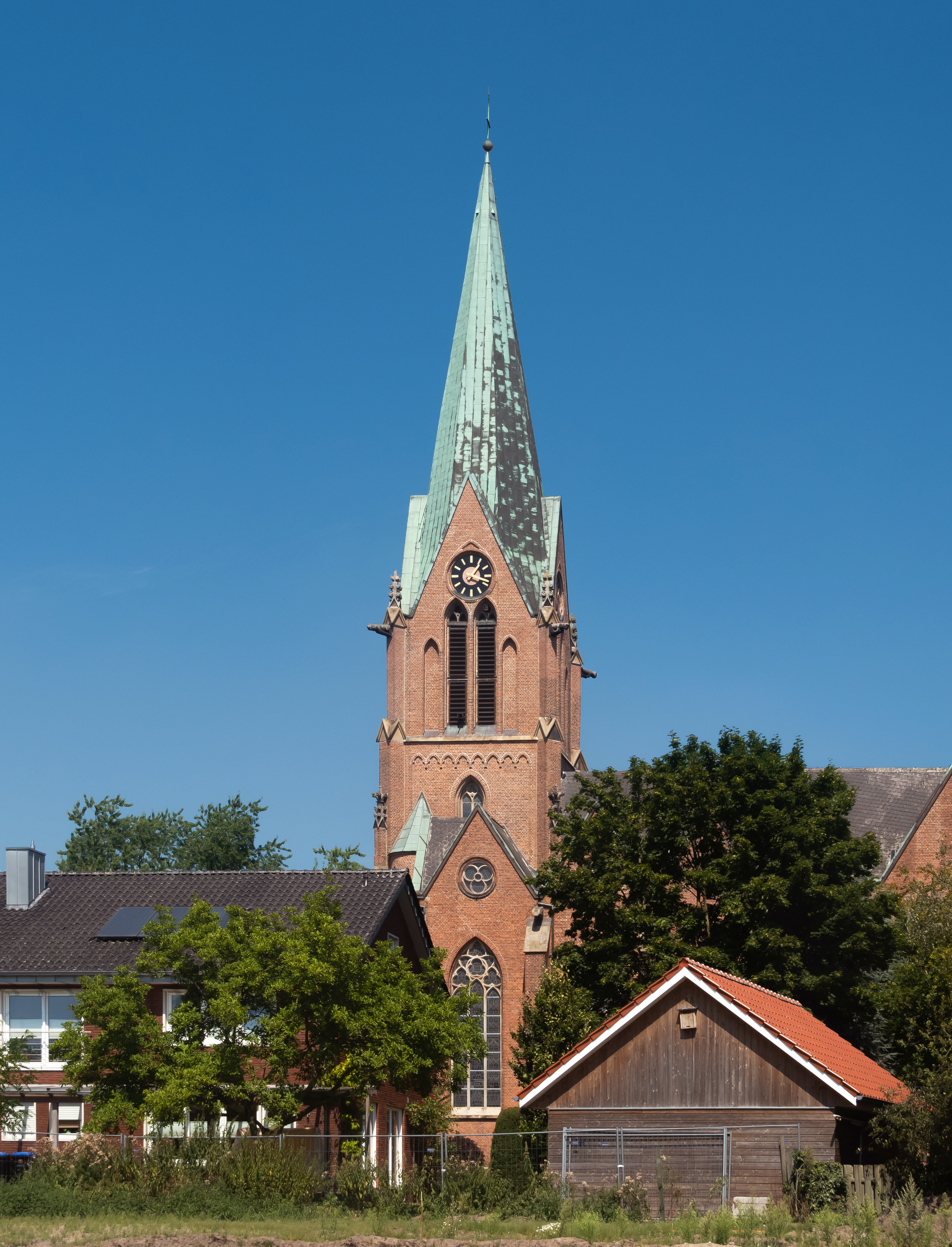
Sögel, kerktoren (Sankt Jakobus Kirche)
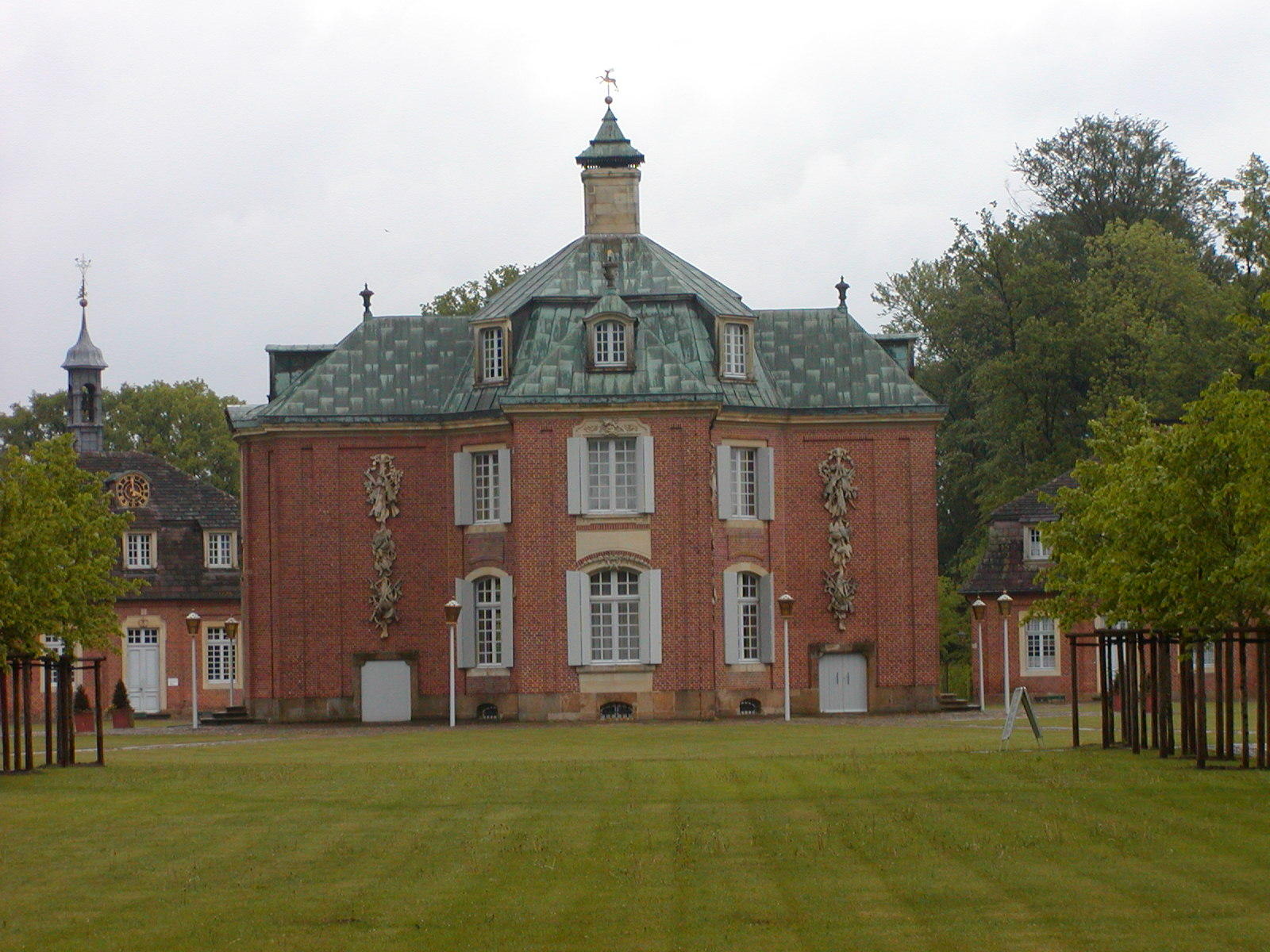
Slot Clemenswerth
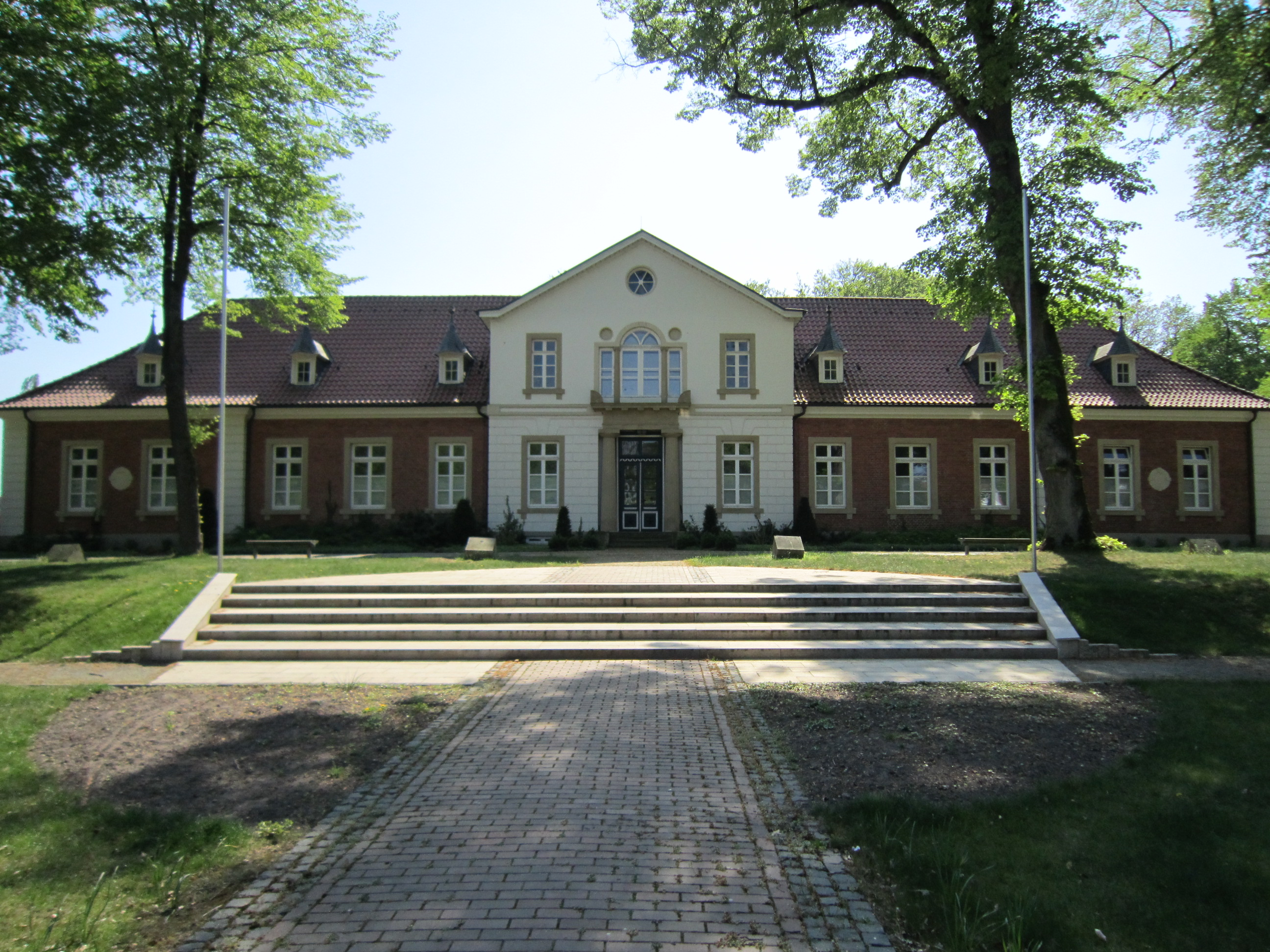
Ludmillenhof
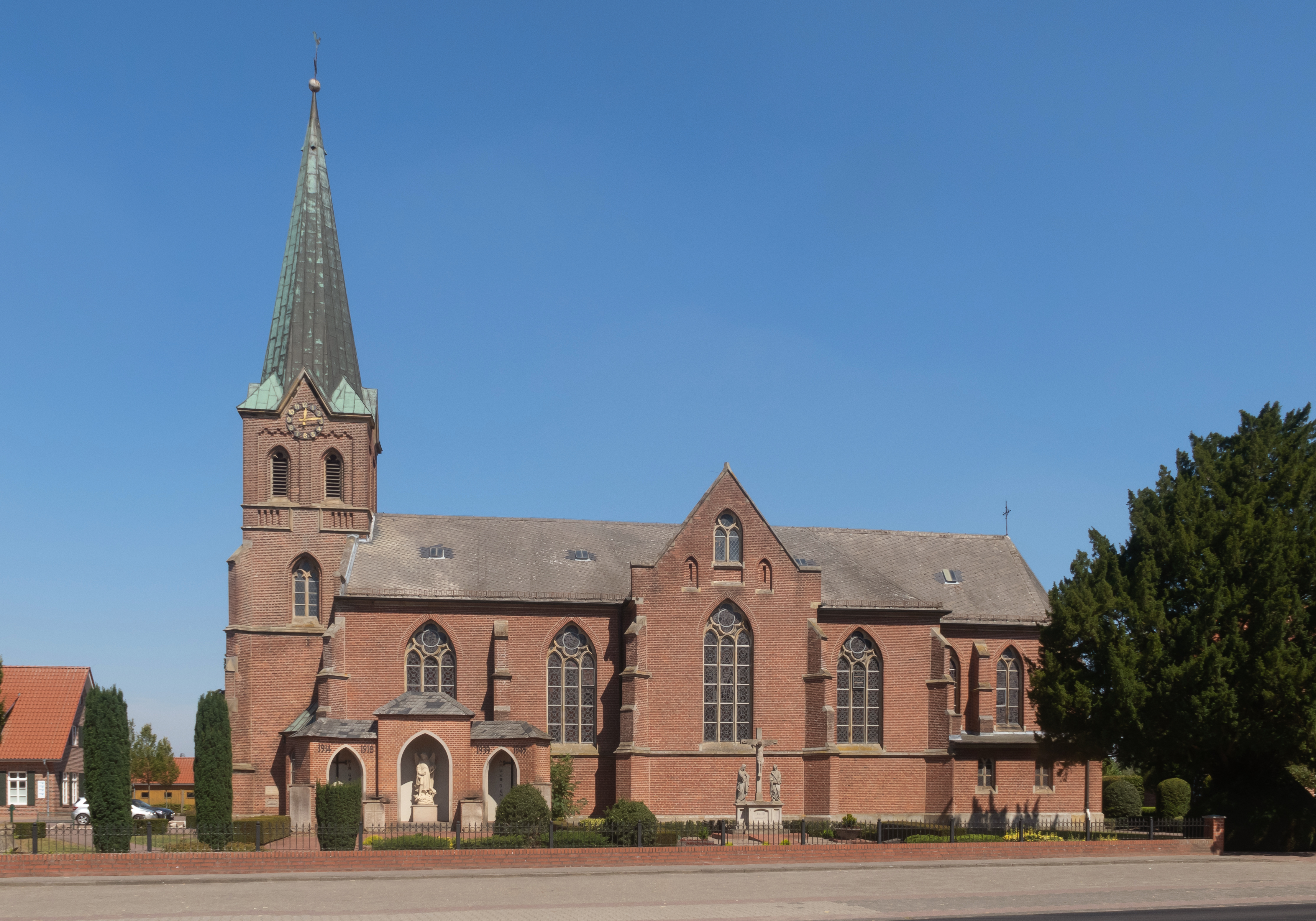
Klein Berssen, kerk: de Herz Jesu Kirche
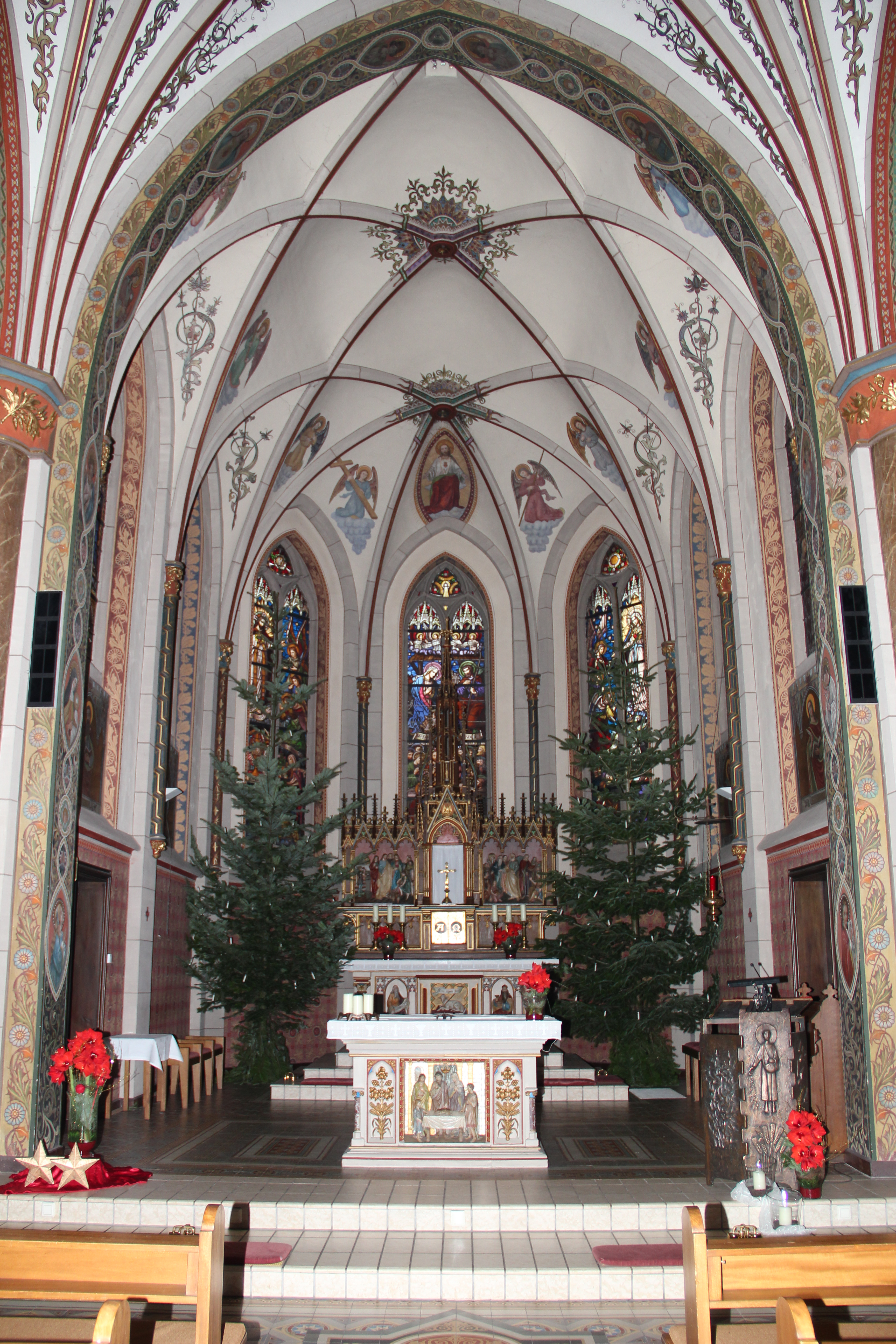
Interieur van de R.K. Herz-Jesu-Kirche (Heilig-Hartkerk) in Klein Berßen
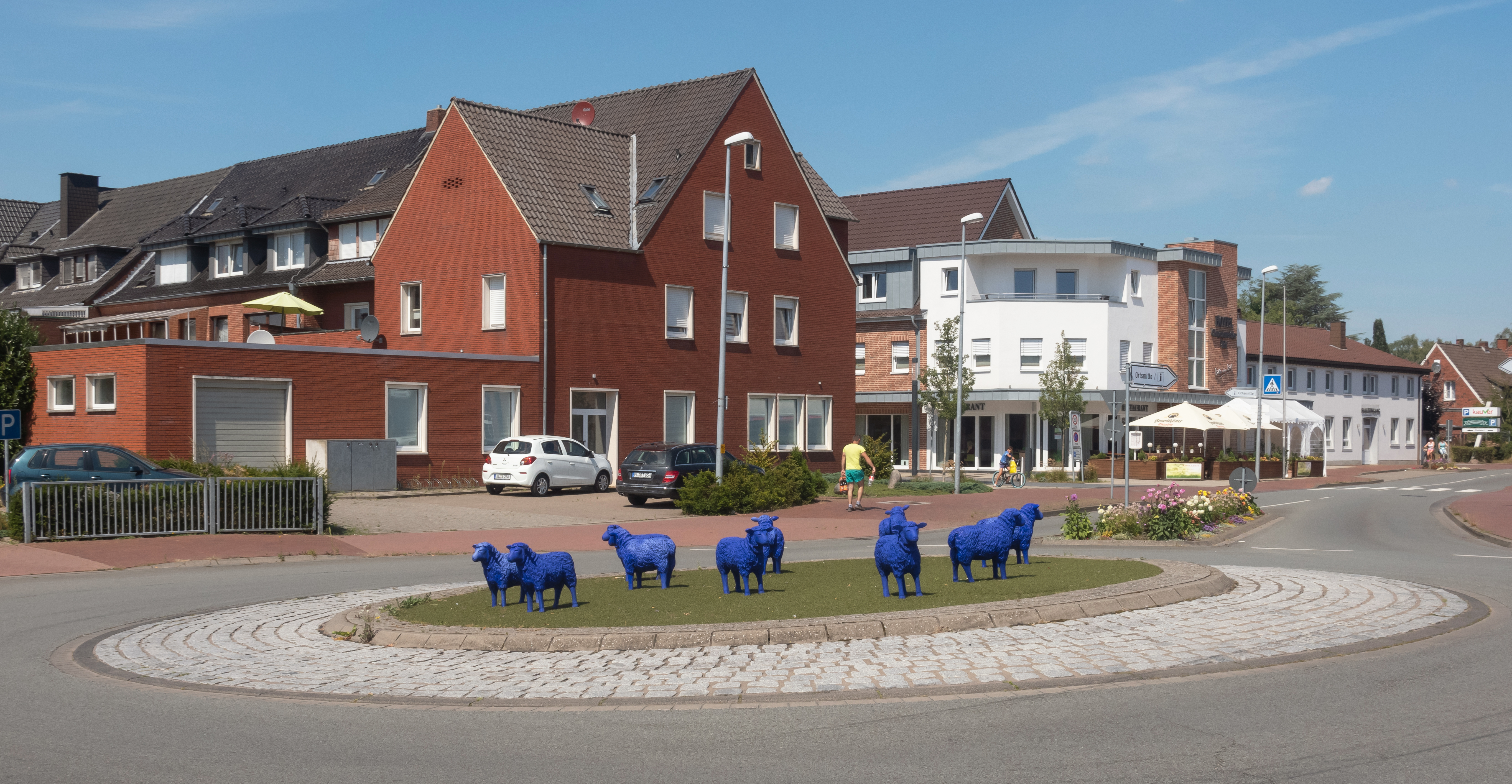
Sögel, blauwe schapen op de rotonde
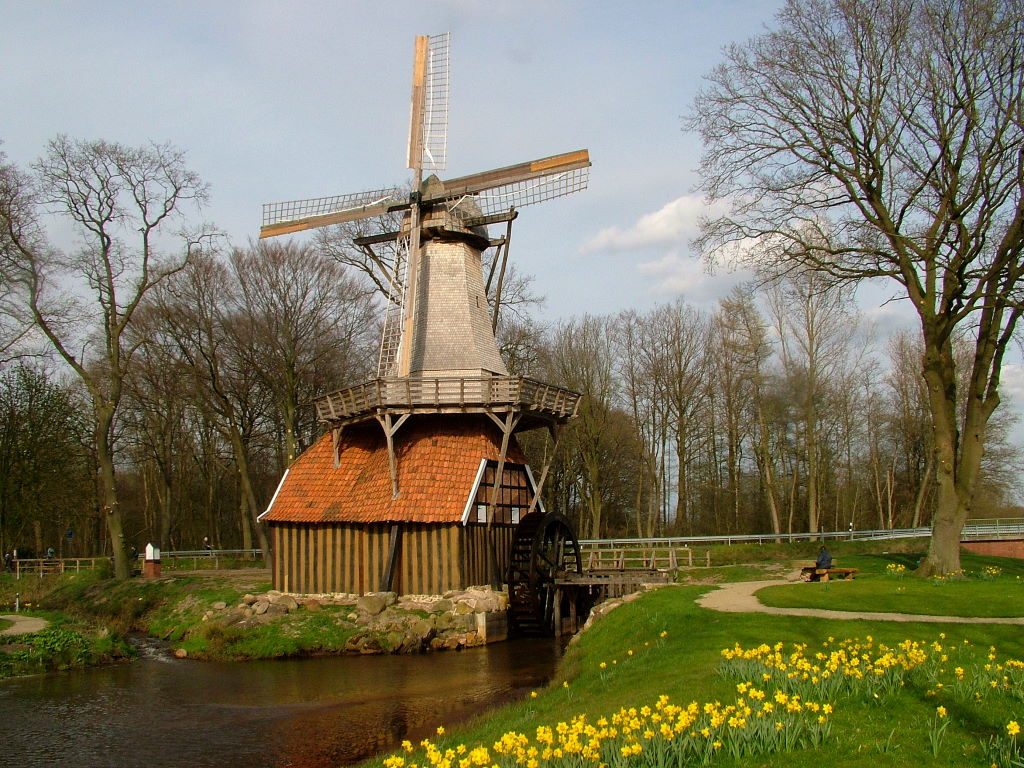
De Hüvenermühle
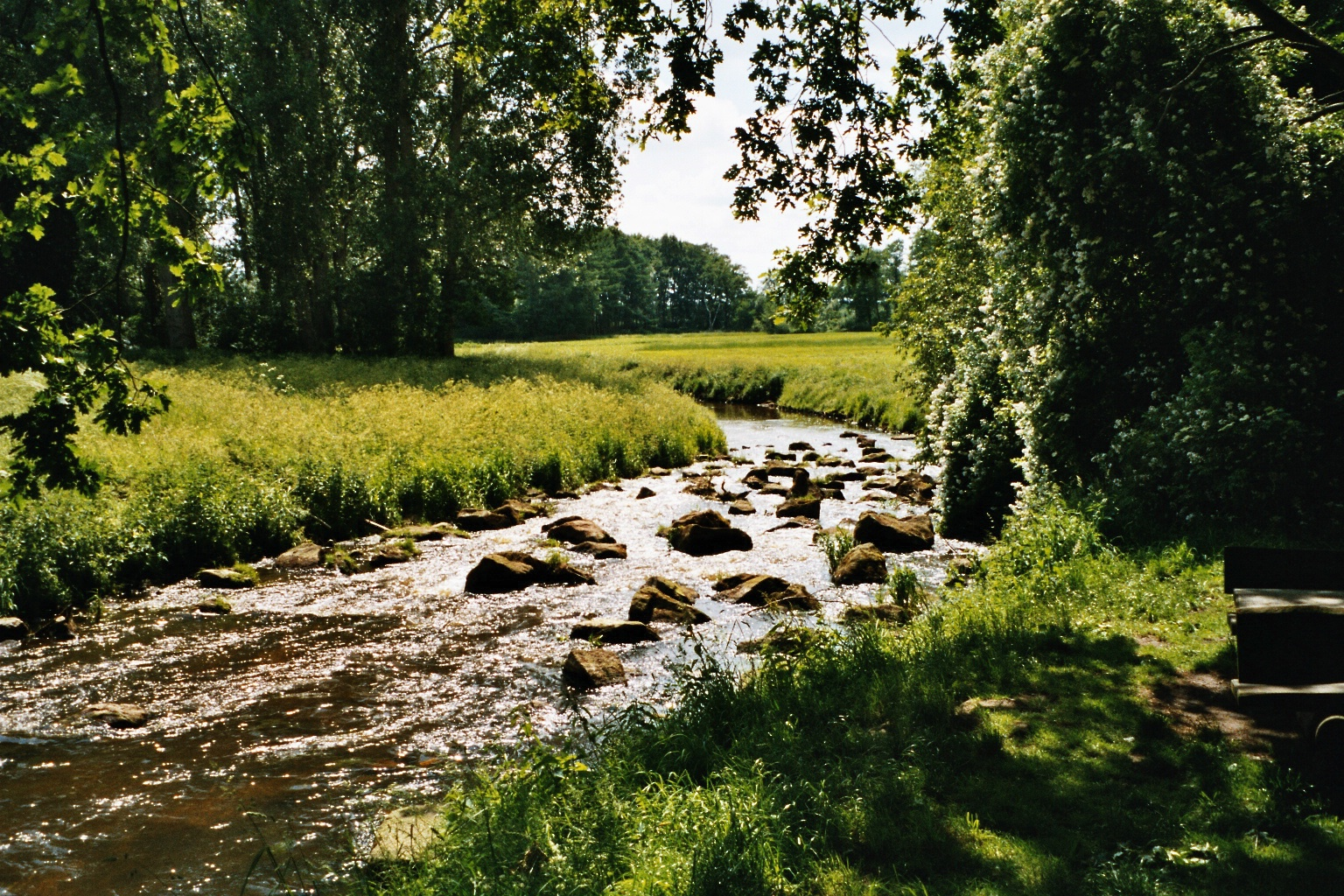
Het riviertje Mittelradde bij de Hüvernermühle
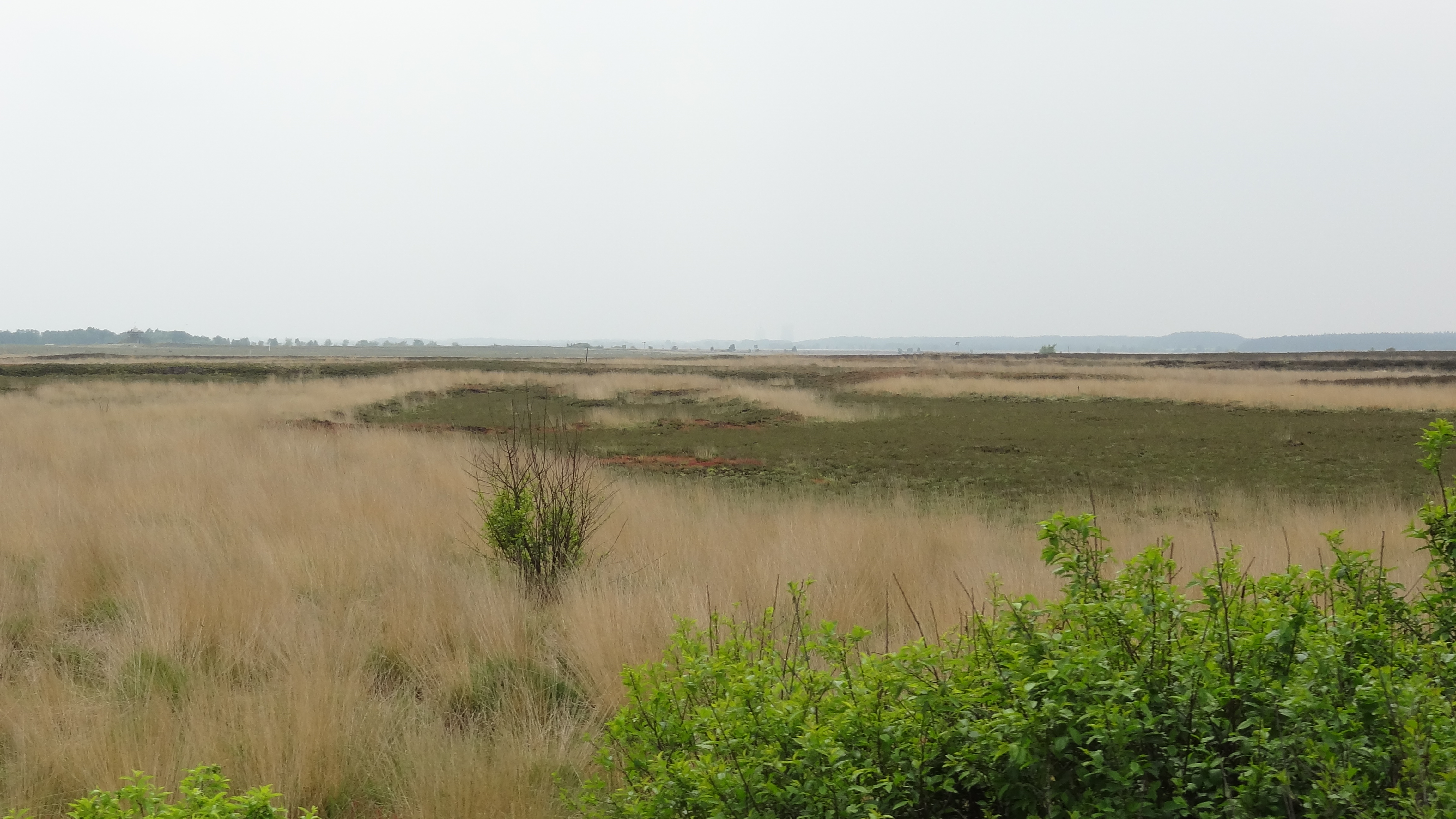
Natuurgebied Tinner Dose und Sprakeler Heide

## Politiek
De Samtgemeinde kent een eigen gekozen burgemeester en heeft een eigen raad (bestaande uit 32 zetels). De zetelverdeling is sedert de verkiezingen van september 2021:
- CDU - 17 zetels
- SPD - 8 zetels
- Onafhankelijken (Unabhängige Wähler Gemeinschaft) - 3 zetels
- FDP - 1 zetel
- Bündnis 90/Die Grünen - 2 zetels
- Lokale lijst Werpeloh - 1 zetel

## Belangrijke personen in relatie tot de gemeente
- Levin Schücking (1814–1883), Duits schrijver, woonde als kind in een nevengebouw van Kasteel Clemenswerth, daar zijn vader een belangrijk hoveling van de Hertogen van Arensberg was. Schücking was bevriend met Annette von Droste-Hülshoff en vele andere schrijvers. Te zijner gedachtenis heeft van 1997-2003 in Sögel een naar hem genoemd literair genootschap en een aan zijn werk gewijd Schücking-museum bestaan.